# Edmundo Monteiro
Edmundo Monteiro (São Paulo, 11 de junho de 1917 - idem, 7 de setembro de 1996) foi um jornalista brasileiro. Foi colaborador de Assis Chateaubriand, diretor-executivo dos Diários Associados e presidente do Museu de Arte de São Paulo. Também teve rápida passagem pela política, exercendo o cargo de deputado federal por São Paulo entre 1967 e 1971.

## Biografia
Edmundo Monteiro ingressou ainda jovem nos Diários Associados, o gigantesco conglomerado de mídia fundado por Assis Chateaubriand no Rio de Janeiro em 1924. Começou exercendo a função de office-boy, nos escritórios de São Paulo, mas, em função do volume de seu trabalho, logo galgaria diversos cargos, chamando a atenção do próprio Chateaubriand - conhecido por indicar diretamente para as funções administrativas de suas empresas os auxiliares com quem possuía maior afinidade.
Formado em economia pela Escola de Comércio Álvares Penteado, Edmundo passou a exercer o cargo de diretor-geral das emissoras de rádio paulistas, bem como dos jornais Diário da Noite e Diário de São Paulo. Em seguida, além de São Paulo, passou a gerenciar as divisões dos Diários Associados no Paraná e em Santa Catarina. Comandava, portanto, as unidades mais rentáveis do grupo, o que seria fundamental para o seu envolvimento nos planos que Chateaubriand possuía de criar um museu de nível internacional no Brasil.
A princípio, quando o projeto de criação do Museu de Arte de São Paulo (MASP) ganhou corpo, em 1946, Edmundo Monteiro tornou-se responsável pela parte administrativa, enquanto Chateaubriand, Pietro Maria Bardi e Lina Bo encarregavam-se do programa museológico e da formação do acervo. Logo, Edmundo passou a se envolver ativamente também no trabalho de arrecadação de fundos para aquisição de obras de arte, conquistando outros doadores, além daqueles com os quais o próprio Chateaubriand tratava. Foi Edmundo Monteiro o responsável pelo equacionamento do sistema que permitiu a formação do acervo, utilizando os anúncios da cadeia associada como "moeda de troca". Edmundo foi também o responsável por negociar junto a Ademar de Barros a concessão do terreno da Avenida Paulista, onde a atual sede do museu seria erguida.
Foi presidente da Associação das Emissoras de São Paulo, entre 1948 e 1983. Em 1960, foi responsável por coordenar a implantação da TV Cultura, na própria sede dos Diários Associados, na Rua Sete de Abril. Em 1964, um ano antes da morte de Chateaubriand, organizou, por meio dos Diários, a campanha Ouro para o bem do Brasil, que arrecadou apenas no estado de São Paulo um valor aproximado de 1200 quilos de ouro e dois bilhões de cruzeiros a serem doados ao governo do país. A campanha teve início na cidade de São Paulo no dia treze de maio e durou até nove de julho. Após o início, outras cidades do estado de São Paulo e demais localidades do Brasil aderiram a campanha. Ao término, o ouro, arrecadado com o intuito de servir de auxílio financeiro à consolidação do regime gestado pelo Golpe de Estado de 1964, foi enviado à Casa da Moeda no Rio de Janeiro a bordo do navio Tamandaré. No ano de 1967 assume o cargo de deputado federal pela Aliança Renovadora Nacional (ARENA), integrando a Comissão Permanente de Segurança Nacional.
Edmundo se afastou dos Diários Associados em 1977. No entanto, permaneceu ligado ao Museu de Arte de São Paulo pelos anos seguintes, cuidando, sobretudo, das finanças. Exerceu por mais de uma vez o cargo de presidente da instituição e costumava assumir a direção na ausência de Bardi. Afastou-se do MASP em 1993, vindo a falecer três anos depois, aos 79 anos.